# Бабанський район
Бабанський район — адміністративно-територіальна одиниця утворена в 1923 році в складі Уманської округи. Районний центр — село Бабанка.
З 15 жовтня 1932 року район в складі Київської, з 7 січня 1954 року у складі новоствореної Черкаської області. 
Станом на 1 вересня 1946 року в районі було 22 населених пункта, які підпорядковувались 20 сільським радам. З них 21 село і 1 хутір:
- села: Аполянка, Бабанка, Борщова, Вишнопіль, Вільшана-Слобідка, Вільшанка, Гродзеве, Доброводи, Дубова, Заячківка, Коржова, Коржовий Кут, Косенівка, Легедзине, Оксанина, Острівець, Рогова, Свинарка, Сушківка, Тальянки, Танське;
- хутір: Свинарський.

Район ліквідований у листопаді 1959 року, а його населені пункти відійшли до  Уманського і Тальнівського районів.